# Asterinothyriella landolphiae
Asterinothyriella landolphiae är en svampart som beskrevs av Bat. & Cif. 1959. Asterinothyriella landolphiae ingår i släktet Asterinothyriella, divisionen sporsäcksvampar och riket svampar.   Inga underarter finns listade i Catalogue of Life.